# Сурта, Иван Захарович
Иван Захарович Сурта (22 ноября 1893 — 20 декабря 1937, Минск) — педагог, государственный деятель, академик АН БССР (1936). Начальник Оперативного отдела (ОПЕРОД) ГПУ при НКВД РСФСР.

## Биография
После 1914 служил на Западном фронте фельдшером. Принимал участие в установлении Советской власти в Климовичском уезде. В марте 1918 избран председателем Климовичского исполкома. В 1919 работал председателем Гомельского губисполкома. Член РКП(б) с 1918, до 1920 служил в РККА.
В 1921 заместитель начальника Секретного отдела ВЧК. С 1 июля 1921 начальник Оперативного отдела ВЧК. С 12 июня 1922 помощник начальника по общей части Секретного отдела ГПУ. С 5 февраля 1923 начальник отделения Секретного отдела ГПУ. В 1925—1926 начальник отдела Политконтроля ОГПУ. С 1926 по 1930 секретарь комитета РКП(б) — ВКП(б) ОГПУ при СНК СССР.
В 1933 заместитель народного комиссара просвещения БССР, с 1933 по 1936 народный комиссар здравоохранения БССР. В 1935—1937 член ЦИК БССР, в 1936—1937 кандидат в члены Президиума, затем член Президиума ЦИК БССР. В 1936—1937 президент АН БССР. Автор работы по вопросам методологии и истории природоведения.
Арестован 27 августа 1937. Военной коллегией Верховного суда СССР в декабре 1937 по статьям 69, 70 и 76 УК БССР осуждён к исключительной мере наказания. Расстрелян 20 декабря 1937. Реабилитирован 28 апреля 1956.

## Образование
- С 1910 по 1914 учёба в Могилёвской фельдшерской школе;
- До 1918 учёба на медицинском факультете 2-го Московского государственного университета;
- С 1930 по 1932 учёба в Институте Красной профессуры.

## Публикации
- Натуральна-гістарычны матэрыялізм (манізм) у святле марксізма-ленінiзма // Запіскi Беларускай Акадэмii навук. 1934. Кн. 3.; I. П. Паўлаў i яго вучэнне // Там же. 1936. Кн. 5.; Ампер // Там же. 1936. Кн. 6.